# Retrogore
Retrogore es el noveno álbum de la banda belga de death metal Aborted. Salió a la venta el 22 de abril de 2016 a través de Century Media Records.
La canción "Retrogore", que da título al álbum, fue compartida vía YouTube como anticipo , mientras que “Termination Redux” había sido publicada anteriormente en el EP homónimo de 2016.

## Lista de canciones
| N.º | Título                                                                     | Duración |  |
| 1.  | «Dellamorte Dellamore»                                                     | 0:51     |  |
| 2.  | «Retrogore»                                                                | 4:17     |  |
| 3.  | «Cadaverous Banquet» (Artista invitado: Julien Truchan de Benighted)       | 4:12     |  |
| 4.  | «Whoremageddon»                                                            | 3:29     |  |
| 5.  | «Termination Redux»                                                        | 3:27     |  |
| 6.  | «Bit by Bit»                                                               | 4:03     |  |
| 7.  | «Divine Impediment» (Artista invitado: Travis Ryan de Cattle Decapitation) | 4:18     |  |
| 8.  | «Coven of Ignorance» (Artista invitado: David Davidson de Revocation)      | 3:42     |  |
| 9.  | «The Mephitic Conundrum» (Artista invitado: Jason Keyser de Origin)        | 3:18     |  |
| 10. | «Forged in Decrepitude»                                                    | 2:41     |  |
| 11. | «From Beyond (The Grave)»                                                  | 4:22     |  |
| 12. | «In Avernus»                                                               | 4:36     |  |

## Créditos
Aborted
- Sven "Svencho" de Caluwé – voz
- Mendel bij de Leij – Guitarra
- Ian Jekelis – Guitarra
- Ken Bedene – Batería
- J.B. Van Der Wal – Bajo

Producción
- Kristian "Kohle" Kohlmannslehner – Productor, Ingeniero de Audio, Mezclador, Masterizador
- Christopher Lovell – Diseño